# Finnish International 2016
Die Finnish International 2016 fanden vom 24. bis zum 27. November 2016 in der Ruskeasuo Sports Hall in Helsinki statt. Es war die dritte Austragung dieser internationalen Meisterschaften von Finnland im Badminton.

## Medaillengewinner
| Disziplin    | Gold                                        | Silber                              | Bronze                              |
| ------------ | ------------------------------------------- | ----------------------------------- | ----------------------------------- |
| Herreneinzel | Victor Svendsen                             | Kalle Koljonen                      | Hermansyah                          |
| Herreneinzel | Victor Svendsen                             | Kalle Koljonen                      | Kasper Lehikoinen                   |
| Dameneinzel  | Irina Amalie Andersen                       | Sofie Holmboe Dahl                  | Ayla Huser                          |
| Dameneinzel  | Irina Amalie Andersen                       | Sofie Holmboe Dahl                  | Julie Dawall Jakobsen               |
| Herrendoppel | Jeppe Bay Rasmus Kjær                       | Łukasz Moreń Wojciech Szkudlarczyk  | Philip Seerup Mikkel Stoffersen     |
| Herrendoppel | Jeppe Bay Rasmus Kjær                       | Łukasz Moreń Wojciech Szkudlarczyk  | Kalle Koljonen Julius von Pfaler    |
| Damendoppel  | Irina Amalie Andersen Julie Dawall Jakobsen | Camilla Martens Martina Repiská     | Sia Emilie Berg Amalie Hertz Hansen |
| Damendoppel  | Irina Amalie Andersen Julie Dawall Jakobsen | Camilla Martens Martina Repiská     | Tuuli Harkonen Elina Niiranen       |
| Mixed        | Anton Kaisti Jenny Nyström                  | Philip Seerup Irina Amalie Andersen | Tim Foo Moa Sjöö                    |
| Mixed        | Anton Kaisti Jenny Nyström                  | Philip Seerup Irina Amalie Andersen | Mikkel Stoffersen Sanni Rautala     |